# Districte d'Ústí nad Labem
El districte d'Ústí nad Labem - (txec) Okres Ústí nad Labem - és un districte de la regió d'Ústí nad Labem, a la República Txeca. La capital és Ústí nad Labem.

## Llista de municipis
Chabařovice -
Chlumec -
Chuderov -
Dolní Zálezly -
Habrovany -
Homole u Panny -
Libouchec -
Malé Březno -
Malečov -
Petrovice -
Povrly -
Přestanov -
Řehlovice -
Ryjice -
Stebno -
Tašov -
Telnice -
Tisá -
Trmice -
Ústí nad Labem (Aussig-sur-Elbe) -
Velké Březno -
Velké Chvojno -
Zubrnice